# Globospirillina
Globospirillina, en ocasiones erróneamente denominado Bitrochospirillina, es un género de foraminífero bentónico de la subfamilia Involutininae, de la familia Involutinidae, del suborden Involutinina y del orden Involutinida. Su especie tipo es Globospirillina condensa. Su rango cronoestratigráfico abarca desde el Tithoniense (Jurásico superior) hasta el Aptiense (Cretácico inferior).

## Clasificación
Globospirillina incluye a las siguientes especies:
- Globospirillina condensa †
- Globospirillina subpellucida †